# Rhythm on the Range
Rhythm on the Range – amerykański musical filmowy z 1936 roku w reżyserii Normana Tauroga, z udziałem Binga Crosby’ego i Boba Burnsa.

## Obsada
- Bing Crosby jako Jeff Larabee
- Bob Burns jako Buck Eaton
- Frances Farmer jako Doris Halliday
- Martha Raye jako Emma Mazda
- Samuel S. Hinds jako Robert Halliday
- Warren Hymer jako Wielki Brain
- Lucile Gleason jako Penelope Ryland
- George E. Stone jako Shorty
- Cleam Bevans jako Gila Bend